# Elbe-Weser-Kurier
Der Elbe-Weser-Kurier ist ein regionales, wöchentlich erscheinendes Anzeigenblatt aus Cuxhaven, das erstmals am 12. Januar 1995 erschien. Seit dem 1. November 2021 erscheint die Wochenzeitung unter dem Titel Elbe-Weser-Kurier, zuvor hieß sie Elbe-Weser aktuell (EWa).
Seit 1999 gehörte der Verlag Elbe-Weser aktuell und somit die Zeitung zu der Rieck Medien Gruppe. Am 1. Februar 2019 hatte die EWA Elbe-Weser-aktuell-Verlag GmbH & Co. KG einen Insolvenzantrag beim Insolvenzgericht Delmenhorst gestellt. Nach dem Insolvenzverfahren übernahmen leitende Mitarbeiter den Verlag unter dem Namen EWa Verlag GmbH. Der Geschäftsführer in Cuxhaven ist seit dem 1. Juli 2019 Michael Fernandes Lomba.

## Verbreitung

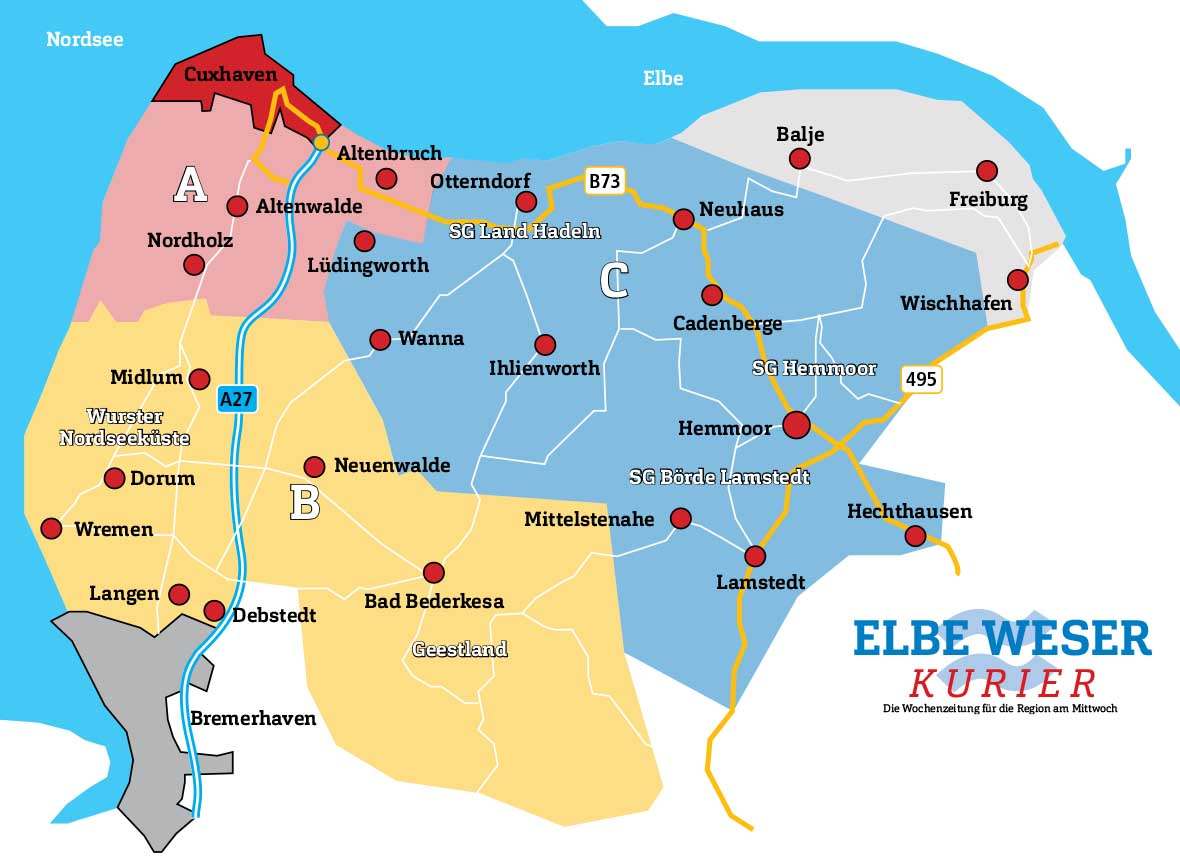

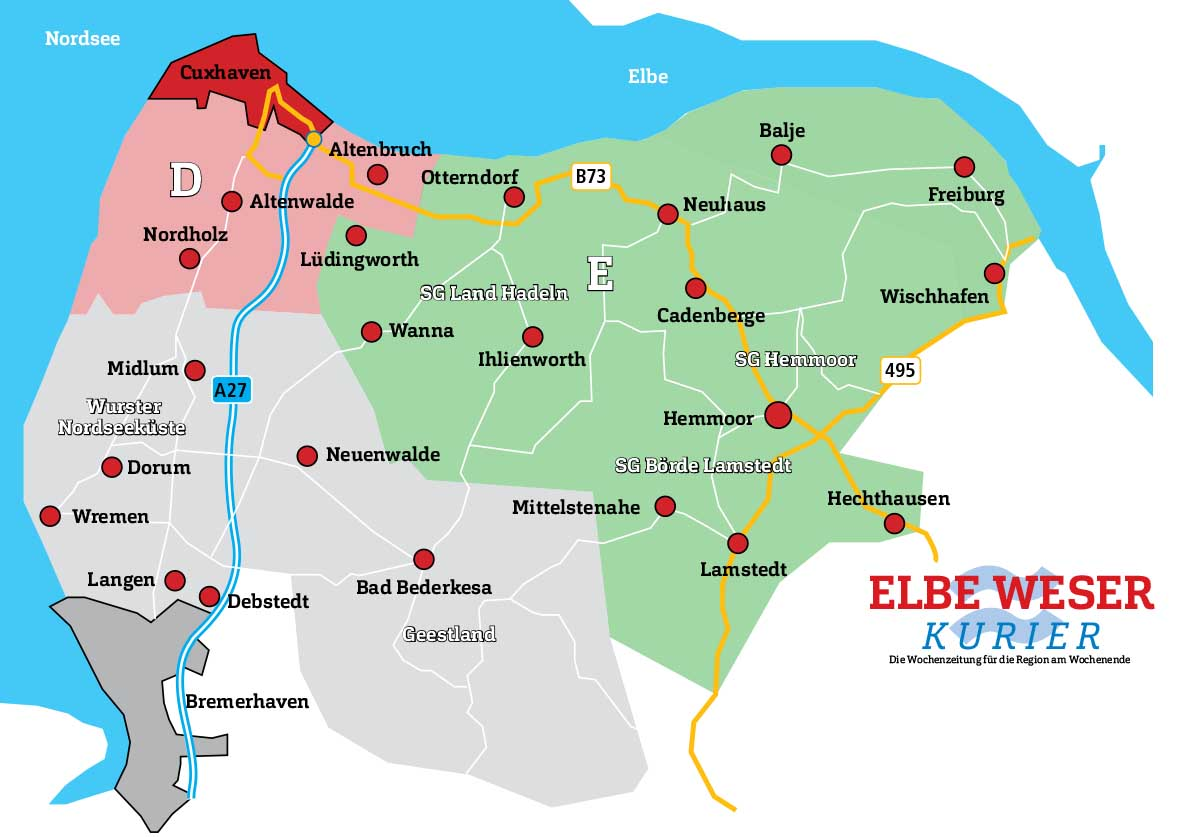

Die Wochenzeitung wird in fünf Zustellungsgebieten verteilt.
- Das Zustellungsgebiet A (am Mittwoch) umfasst Cuxhaven und Nordholz.
- Das Zustellungsgebiet B (am Mittwoch) umfasst die Gemeinde Wurster Nordseeküste und die Stadt Geestland.
- Das Zustellungsgebiet C (am Mittwoch) umfasst die Samtgemeinden Land Hadeln und Hemmoor (ohne die Gemeinde Hechthausen).
- Das Zustellungsgebiet D (am Wochenende) umfasst Cuxhaven und Nordholz.
- Das Zustellungsgebiet E (am Wochenende) umfasst die Samtgemeinden Land Hadeln und Hemmoor (ohne die Gemeinde Hechthausen).

2017 wurden etwa 66.000 Ausgaben verteilt.  Seit dem 1. Juli 2021 hat die Cuxhavener-Niederelbe Verlagsgesellschaft GmbH & Co. KG die Mehrheitsanteile der EWa Verlag GmbH --> Seit dem 1. November 2021 erscheinen zwei Ausgaben unter dem Titel Elbe-Weser-Kurier am Mittwoch und Elbe-Weser-Kurier zum Wochenende.

## Format und Layout
Die Elbe-Weser aktuell verwendete seit Beginn das Berliner Format (285 mm × 435 mm). Seit dem 1. November 2021 erscheint der Titel Elbe-Weser-Kurier im „langen Berliner Format“ und wird im Druckzentrum Nordsee gedruckt. Zuvor wurde die Zeitung im Druckhaus Rieck in Delmenhorst gedruckt.

## Ressorts
- Aus der Region
- Veranstaltungskalender
- Wetter/Tidenkalender
- Horoskop
- Immobilien
- Kleinanzeigen
- KFZ Markt
- Kreuzworträtsel